# Karbonil-bromid
A karbonil-bromid a foszgénhez hasonlóan szerves vegyület. A tűzoltásra korábban használt halonok (brómtartalmú halogénezett szénhidrogének) egyik bomlásterméke.

## Reakciók
Karbonil-bromid keletkezik, ha olvadt szén-tetrabromidhoz tömény kénsavat adnak. A karbonil-bromid már alacsony hőmérsékleten is szén-monoxid és elemi bróm keletkezése közben bomlik.

## Fordítás
- Ez a szócikk részben vagy egészben  a   Carbonyl bromide című angol Wikipédia-szócikk ezen változatának fordításán alapul.  Az eredeti cikk szerkesztőit annak laptörténete sorolja fel. Ez a jelzés csupán a megfogalmazás eredetét és a szerzői jogokat jelzi, nem szolgál a cikkben szereplő információk forrásmegjelöléseként.